# Jezioro Niesamowite
Jezioro Niesamowite (ukr. озеро Несамовите, ozero Nesamowyte) – wysokogórskie jezioro polodowcowe położone  w paśmie Czarnohory.
Położone jest w cyrku lodowcowym na wschodnich zboczach Turkuła na wysokości 1750 m n.p.m., tuż poniżej głównego grzbietu Czarnohory. Długie na niecałe 100 i szerokie na ok. 45 metrów jeziorko, od północy zamknięte jest wałem morenowym. Głębokość waha się od 1 do 1,5 metra. Zasilane jest niemal w całości poprzez opady. Również żaden potok z jeziora nie wypływa, choć poniżej Niesamowitego wybijają strumienie spływające do Prutu. W zimie zamarza.
Pomimo że Niesamowite znajduje się w rezerwacie przyrody, w którym zabronione jest rozbijanie namiotów, to okolica jeziorka jest popularnym miejscem biwakowym. W efekcie teren wokół jeziora, jak i sam zbiornik są zanieczyszczone, co z kolei przyspieszyło intensywne obecnie zarastanie jeziora turzycą.
Pochodzenie nazwy nie jest pewne. W huculskich legendach jezioro miało nie mieć dna i posiadać magiczną moc.

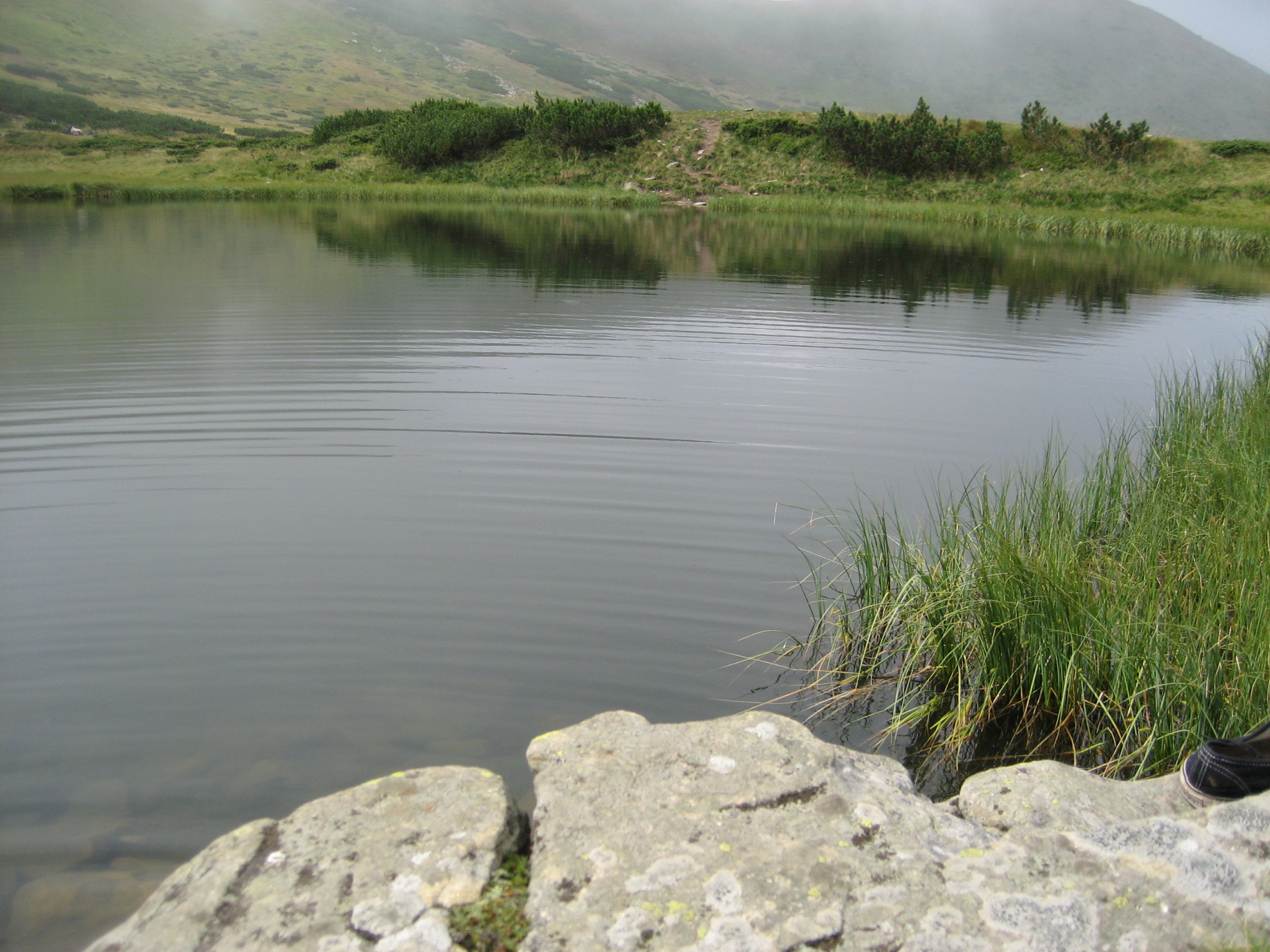
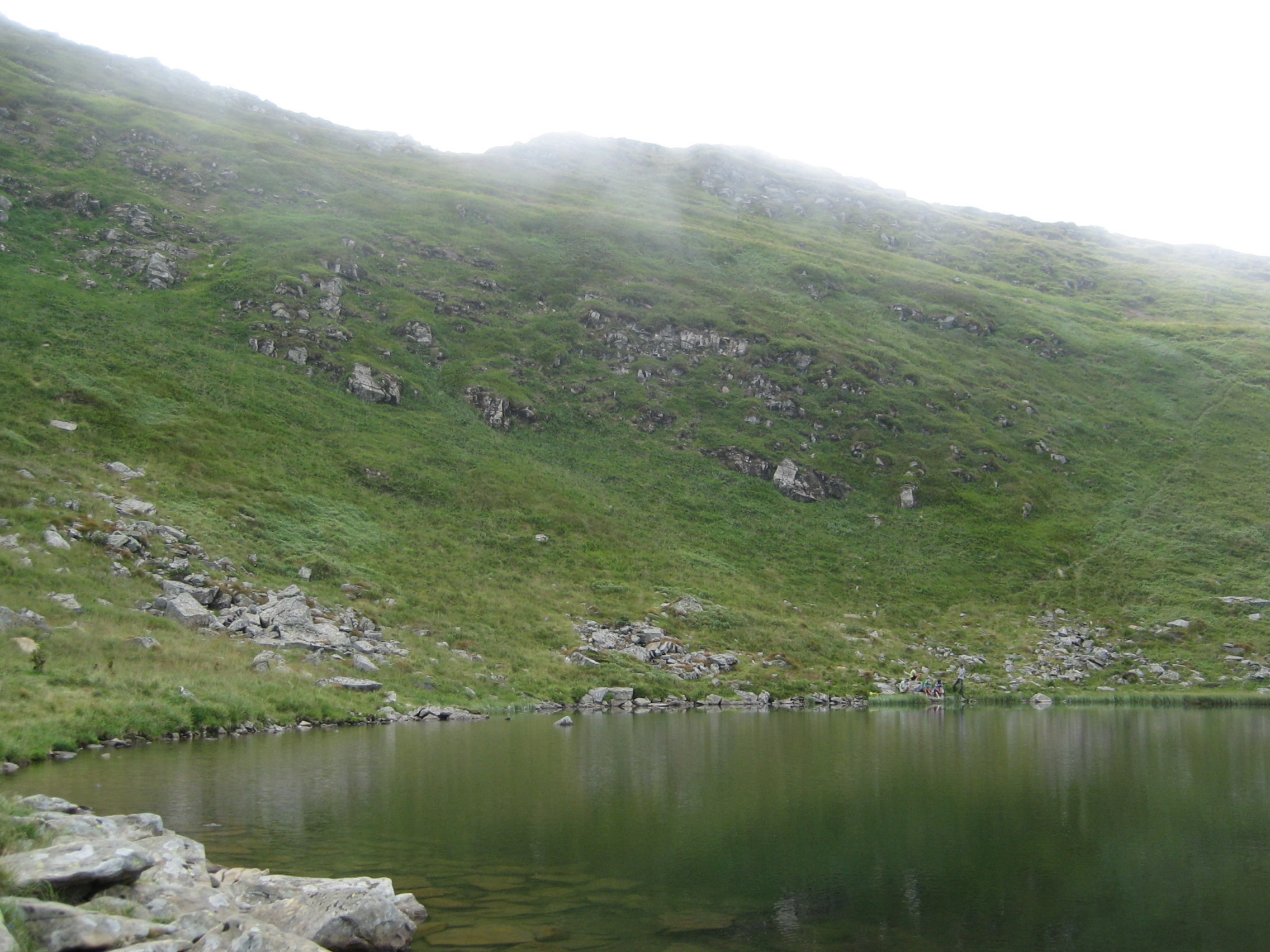
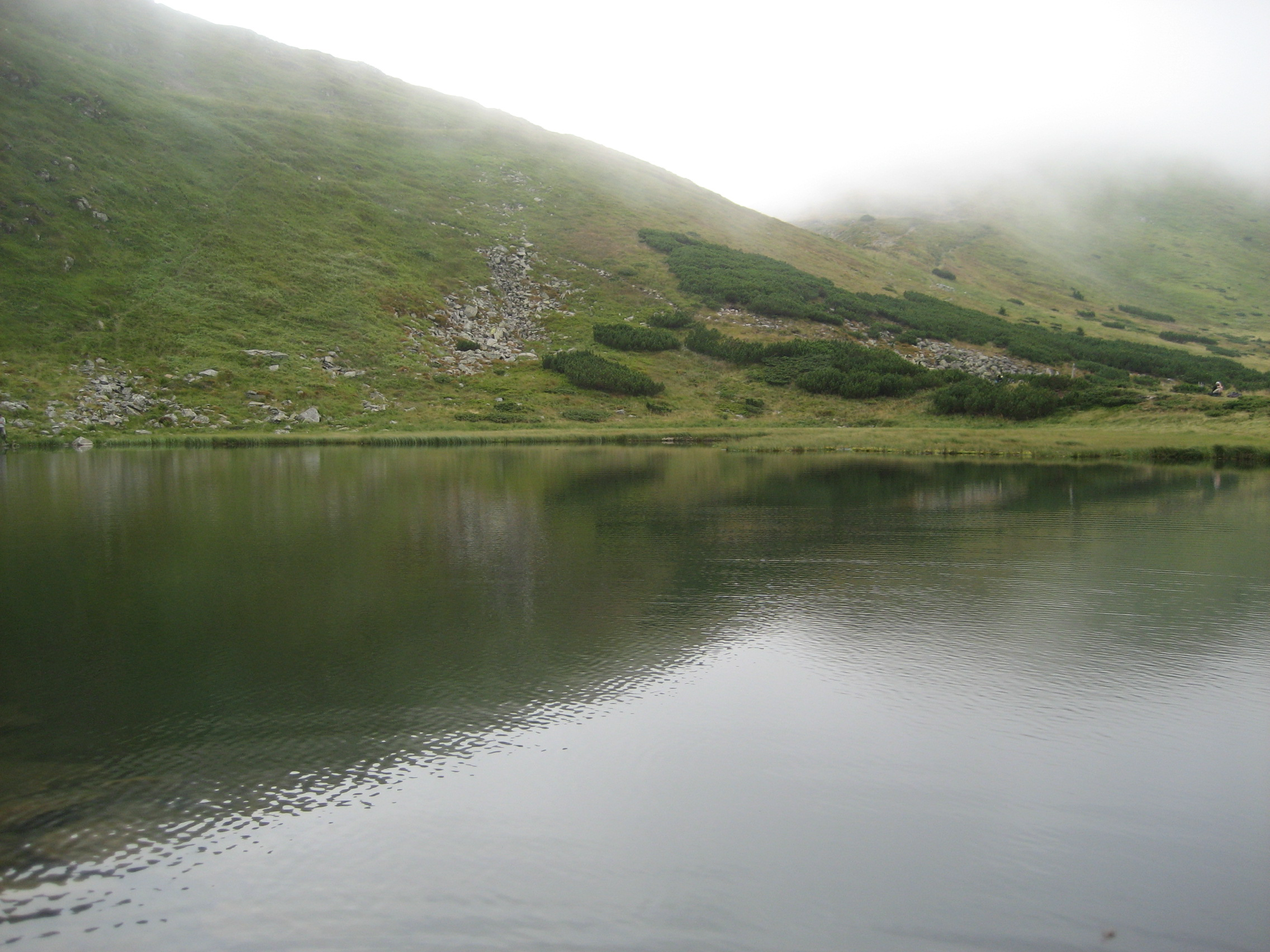
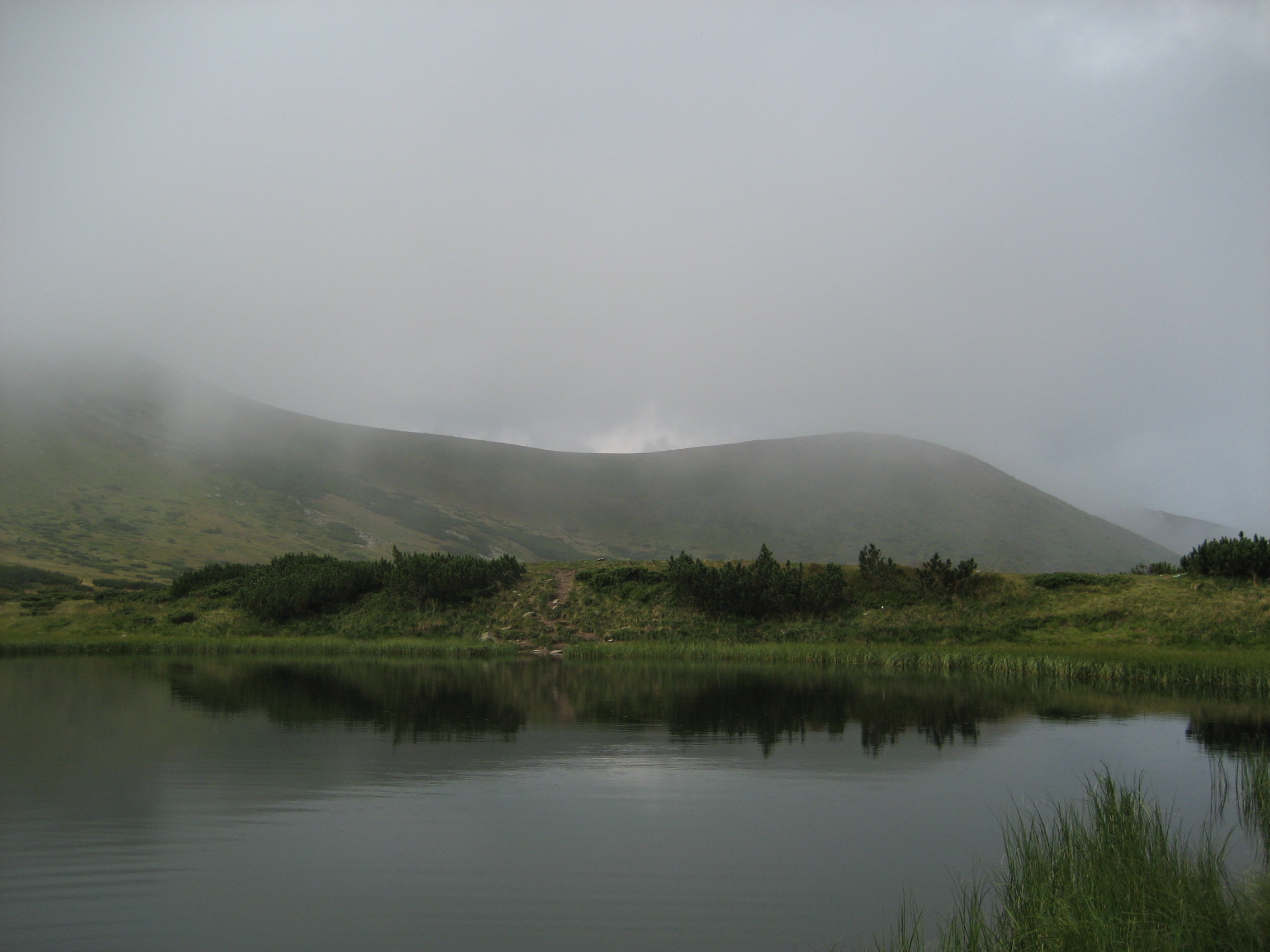